# کبک فیلبی
کبک فیلبی (نام علمی: Alectoris philbyi) پرنده‌ای از سرده کبک‌های صخره است که از خویشاوندان کبک معمولی، کبک پاسرخ و کبک بربری است و بومی شبه‌جزیره عربستان و شمال یمن می‌باشد.